# Gouvernement Jóannes Eidesgaard II
Îles Féroé
Jóannes Eidesgaard I Kaj Leo Johannesen I

## Composition initiale (4 février 2008)
| Portefeuille                                        | Titulaire | Titulaire             | Parti |
| --------------------------------------------------- | --------- | --------------------- | ----- |
| Premier ministre                                    |           | Jóannes Eidesgaard    | SPD   |
| Vice-Premier ministre Ministre de l'étranger        |           | Høgni Hoydal          | T     |
| Ministre des Affaires sociales Ministre de la Santé |           | Hans Pauli Strøm      | SPD   |
| Ministre des Affaires intérieures                   |           | Helena Dam á Neystabø | SPD   |
| Ministre des Pêches et des ressources               |           | Tórbjørn Jacobsen     | T     |
| Ministre de la Culture                              |           | Kristina Háfoss       | T     |
| Ministre du Commerce et de l'Industrie              |           | Bjørt Samuelsen       | T     |
| Ministre des Finances                               |           | Karsten Hansen        | MF    |

## Remaniement (30 août 2008)
| Portefeuille                                        | Titulaire | Titulaire             | Parti |
| --------------------------------------------------- | --------- | --------------------- | ----- |
| Premier ministre                                    |           | Jóannes Eidesgaard    | SPD   |
| Vice-Premier ministre Ministre de l'étranger        |           | Høgni Hoydal          | T     |
| Ministre des Affaires sociales Ministre de la Santé |           | Hans Pauli Strøm      | SPD   |
| Ministre des Affaires intérieures                   |           | Helena Dam á Neystabø | SPD   |
| Ministre des Pêches et des ressources               |           | Tórbjørn Jacobsen     | T     |
| Ministre de la Culture                              |           | Óluva Klettskarð      | T     |
| Ministre du Commerce et de l'Industrie              |           | Bjørt Samuelsen       | T     |
| Ministre des Finances                               |           | Karsten Hansen        | MF    |

## Remaniement (15 septembre 2008)
| Portefeuille                                        | Titulaire | Titulaire             | Parti |
| --------------------------------------------------- | --------- | --------------------- | ----- |
| Premier ministre                                    |           | Jóannes Eidesgaard    | SPD   |
| Ministre des Affaires sociales Ministre de la Santé |           | Hans Pauli Strøm      | SPD   |
| Ministre des Affaires intérieures                   |           | Helena Dam á Neystabø | SPD   |
| Ministre des Finances                               |           | Karsten Hansen        | MF    |

République quitte le gouvernement.